# Emiliano Zapata (municipi d'Hidalgo)
Emiliano Zapata és un municipi de l'estat d'Hidalgo. Emiliano Zapata és el cap de municipi i principal centre de població d'aquesta municipalitat. Aquest municipi és a la part sud-occidental de l'estat d'Hidalgo. Limita al nord amb els municipis de Cempoala i Apan, al sud amb el municipi de Metepec, a l'est amb Estat de Mèxic, l'oest i a l'est amb Tepeapulco.